# Svenska basketligan 2008/2009
Svenska basketligan 2008/2009 spelades 1 oktober 2008 - 6 mars 2009, och omfattade 30 omgångar i grundserien. Efter slutspelet stod Sundsvall Dragons som svenska mästare.

## Förlopp
- Säsongens all star-match ställdes in då arrangören 08 Stockholm hoppade av och ingen annan klubb ville ta över arrangörskapet.[1]

## Grundserien
| Plats | Lag                       | Spelade | Vinster | Förluster | +/-       | Poäng |
| ----- | ------------------------- | ------- | ------- | --------- | --------- | ----- |
| 1     | Norrköping Dolphins       | 30      | 24      | 6         | 2582-2373 | 48    |
| 2     | Solna Vikings             | 30      | 22      | 8         | 2434-2132 | 44    |
| 3     | Uppsala Basket            | 30      | 20      | 10        | 2441-2267 | 40    |
| 4     | Södertälje Kings          | 30      | 17      | 13        | 2467-2400 | 34    |
| 5     | Sundsvall Dragons         | 30      | 16      | 14        | 2380-2253 | 32    |
| 6     | Plannja Basket            | 30      | 16      | 14        | 2503-2495 | 32    |
| 7     | 08 Stockholm Human Rights | 30      | 15      | 15        | 2502-2495 | 30    |
| 8     | Jämtland Basket           | 30      | 13      | 17        | 2218-2383 | 26    |
| 9     | Helsingborg Basket        | 30      | 9       | 21        | 2201-2427 | 18    |
| 10    | Borås Basket              | 30      | 8       | 22        | 2361-2492 | 16    |
| 11    | Gothia Basket             | 30      | 5       | 25        | 2282-2654 | 10    |

## SM-slutspel
Lag 1-8 i grundserien gick till SM-slutspel, som spelades 8 mars - 5 maj 2009. 

### Kvartsfinaler
| Datum                                             | Match                  | Resultat |
| ------------------------------------------------- | ---------------------- | -------- |
| Norrköping Dolphins - Jämtland Basket (3 - 1)     |                        |          |
| 8 mars 2009                                       | Norrköping - Jämtland  | 74 - 75  |
| 16 mars 2009                                      | Jämtland - Norrköping  | 94 - 96  |
| 18 mars 2009                                      | Norrköping - Jämtland  | 97 - 70  |
| 20 mars 2009                                      | Jämtland - Norrköping  | 88 - 96  |
| Solna Vikings - 08 Stockholm Human Rights (3 - 2) |                        |          |
| 10 mars 2009                                      | Solna - 08 Stockholm   | 80 - 56  |
| 13 mars 2009                                      | 08 Stockholm - Solna   | 82 - 77  |
| 17 mars 2009                                      | Solna - 08 Stockholm   | 73 - 90  |
| 19 mars 2009                                      | 08 Stockholm - Solna   | 84 - 99  |
| 22 mars 2009                                      | Solna - 08 Stockholm   | 90 - 65  |
| Södertälje Kings - Sundsvall Dragons (0 - 3)      |                        |          |
| 10 mars 2009                                      | Södertälje - Sundsvall | 81 - 89  |
| 12 mars 2009                                      | Sundsvall - Södertälje | 97 - 76  |
| 17 mars 2009                                      | Södertälje - Sundsvall | 68 - 80  |
| Uppsala Basket - Plannja Basket (3 - 0)           |                        |          |
| 10 mars 2009                                      | Uppsala - Plannja      | 74 - 70  |
| 13 mars 2009                                      | Plannja - Uppsala      | 89 - 90  |
| 17 mars 2009                                      | Uppsala - Plannja      | 84 - 78  |

### Semifinaler
| Datum                                           | Match                  | Resultat      |
| ----------------------------------------------- | ---------------------- | ------------- |
| Norrköping Dolphins - Sundsvall Dragons (1 - 3) |                        |               |
| 27 mars 2009                                    | Norrköping - Sundsvall | 90 - 77       |
| 31 mars 2009                                    | Sundsvall - Norrköping | 82 - 71       |
| 4 april 2009                                    | Norrköping - Sundsvall | 92 - 100      |
| 7 april 2009                                    | Sundsvall - Norrköping | 83 - 82       |
| Solna Vikings - Uppsala Basket (3 - 2)          |                        |               |
| 27 mars 2009                                    | Solna - Uppsala        | 85 - 71       |
| 31 mars 2009                                    | Uppsala - Solna        | 88 - 90 e.fl. |
| 3 april 2009                                    | Solna - Uppsala        | 71 - 76       |
| 7 april 2009                                    | Uppsala - Solna        | 80 - 61       |
| 10 april 2009                                   | Solna - Uppsala        | 85 - 73       |

### Finaler
| Datum                                     | Match             | Resultat |
| ----------------------------------------- | ----------------- | -------- |
| Solna Vikings - Sundsvall Dragons (3 - 4) |                   |          |
| 14 april 2009                             | Solna - Sundsvall | 71 - 57  |
| 17 april 2009                             | Sundsvall - Solna | 85 - 45  |
| 21 april 2009                             | Solna - Sundsvall | 70 - 61  |
| 24 april 2009                             | Sundsvall - Solna | 74 - 64  |
| 27 april 2009                             | Solna - Sundsvall | 70 - 87  |
| 30 april 2009                             | Sundsvall - Solna | 69 - 77  |
| 5 maj 2009                                | Solna - Sundsvall | 69 - 75  |

### Fotnoter
1. ↑  ”Sveriges Radio P4”. 13 januari 2009. http://sverigesradio.se/sida/artikel.aspx?programid=103&artikel=2564307. Läst 11 oktober 2011.